# Sása (district de Zvolen)
Sása (allemand : Sächsisch Pleischwitz, hongrois : Szászpelsőc) est un village de Slovaquie situé dans la région de Banská Bystrica.

## Histoire
La première mention écrite du village date de 1332.

## Démographie

### Évolution de la population
| Année:               | 1994. | 2004.   | 2014.   | 2024.    |
| -------------------- | ----- | ------- | ------- | -------- |
| Nombre de personnes: | 889   | 951     | 933     | 830      |
| Différence:          |       | +6,97 % | -1,89 % | -11,03 % |

| Année:               | 2023. | 2024.   |
| -------------------- | ----- | ------- |
| Nombre de personnes: | 857   | 830     |
| Différence:          |       | -3,15 % |